# Olasz férfi vízilabda-bajnokság (első osztály)
Az olasz férfi vízilabda-bajnokság (olaszul: Campionato italiano maschile di pallanuoto vagy Serie A1) az Olasz Úszó-szövetség által szervezett vízilabda-versenysorozat, mely 1912 óta évente kerül megrendezésre. 
A bajnokságban tizenkét csapat vesz részt. Jelenlegi címvédő a Pro Recco.

## Lebonyolítás
A bajnokságban szereplő 12 csapat oda-vissza megmérkőzik egymással és az így kialakult sorrend következtében az első 8 helyezett együttes a rájátszásban folytatja. A 11. és 12. helyezettek kiesnek a másodosztályba (Serie A2). A nyolc még versenyben maradt együttes ugyancsak oda-vissza negyeddöntők keretein belül négy párt alkot. A négy párharc győztese az elődöntőkben, a vesztesek az 5–8. helyért lejátszandó mérkőzéseken lesznek érdekeltek. Az elődöntőkben szintén két mérkőzésen dől el a továbbjutás és végül két csapat játssza a bajnoki döntőt. A döntőben két nyertes mérkőzésig megy a küzdelem.

## A 2011–2012-es szezonban szereplő csapatok
A 2011–12-es olasz vízilabda-bajnokságot tizenkét csapat részvételével rendezik.
| A csapat neve | A csapat székhelye |
| ------------- | ------------------ |
| Acquachiara   | Nápoly             |
| Bogliasco     | Bogliasco          |
| Camogli       | Camogli            |
| Catania       | Catania            |
| Civitavecchia | Civitavecchia      |
| Florentia     | Firenze            |
| Leonessa      | Brescia            |
| Nervi         | Genova             |
| Ortigia       | Siracusa           |
| Posillipo     | Nápoly             |
| Pro Recco     | Recco              |
| Savona        | Savona             |

### Bajnoki címek megoszlás szerint
| Csapat             | Bajnoki cím |
| Pro Recco          | 37          |
| Posillipo          | 11          |
| Florentia          | 9           |
| Canottieri Napoli  | 8           |
| Andrea Doria       | 8           |
| Camogli            | 6           |
| Napoli             | 5           |
| Genoa              | 4           |
| Pescara            | 3           |
| Savona             | 3           |
| Milano             | 2           |
| Roma               | 2           |
| Brescia (Leonessa) | 2           |
| Lazio              | 1           |
| Bogliasco          | 1           |
| Sturla             | 1           |
| Olona              | 1           |
| Triestina          | 1           |